# نیو ژوهانسونویل (تنسی)
نیو ژوهانسونویل(به انگلیسی: New Johnsonville) شهری در ایالت تنسی کشور ایالات متحده آمریکا است که جمعیت آن در سرشماری سال ۲۰۱۰ میلادی، ۱٬۹۵۱ نفر بوده‌است.